# Gynoplistia (Gynoplistia) leto
Gynoplistia (Gynoplistia) leto is een tweevleugelige uit de familie steltmuggen (Limoniidae). De soort komt voor in het Australaziatisch gebied.